# FIBA Diamond Ball 2000
El I FIBA Diamond Ball de 2000 fue la primera edición del torneo mundial de selecciones nacionales masculinas de baloncesto de la FIBA, que se llevó a cabo en Hong Kong, China del 2 al 6 de septiembre de 2000. El torneo reunió al Campeón del Mundo (Yugoslavia, campeón en 1998) y a los distintos campeones continentales vigentes, excepto Estados Unidos (campeón del FIBA Américas de 1999), quien declinó su participación y fue reemplazado por el subcampeón de ese certamen, Canadá.[cita requerida]
El torneo fue ganado por Australia al derrotar 78-71 a Yugoslavia, e Italia obtuvo el tercer lugar tras vencer a Canadá 82 a 74.

## Formato de competencia
Los 6 equipos fueron divididos en 2 grupos de 3 equipos donde juegan todos contra todos, para la Ronda Final jugaron el 3A vs. 3B para definir el 5.º. Lugar, el 2A vs. 2B para el 3.er. Lugar y el 1A vs. 1B para definir al campeón.

## Ronda preliminar

### Grupo A
|   | Equipo     | Pts | PG | PP | PF  | PC  | Dif |
| - | ---------- | --- | -- | -- | --- | --- | --- |
| 1 | Yugoslavia | 4   | 2  | 0  | 178 | 153 | 25  |
| 2 | Canadá     | 3   | 1  | 1  | 175 | 167 | 8   |
| 3 | China      | 2   | 0  | 2  | 137 | 170 | −33 |

| 2 de septiembre, 15:00  | China                   | 64-84                   | Yugoslavia                               |  |
| Reporte                 |                         |                         |                                          |  |
| Parciales: 35-52, 29-32 | Parciales: 35-52, 29-32 | Parciales: 35-52, 29-32 | Hong Kong Asistencia: 1,000 espectadores |  |

| 3 de septiembre, 15:00  | Canadá                  | 86-73                   | China                                    |  |
| Reporte                 |                         |                         |                                          |  |
| Parciales: 33-38, 53-35 | Parciales: 33-38, 53-35 | Parciales: 33-38, 53-35 | Hong Kong Asistencia: 2,000 espectadores |  |

| 4 de septiembre, 18:30  | Yugoslavia              | 94-89                   | Canadá                                   |  |
| Reporte                 |                         |                         |                                          |  |
| Parciales: 50-50, 44-39 | Parciales: 50-50, 44-39 | Parciales: 50-50, 44-39 | Hong Kong Asistencia: 3,500 espectadores |  |

### Grupo B
|   | Equipo    | Pts | PG | PP | PF  | PC  | Dif |
| - | --------- | --- | -- | -- | --- | --- | --- |
| 1 | Australia | 4   | 2  | 0  | 196 | 135 | 61  |
| 2 | Italia    | 3   | 1  | 1  | 159 | 162 | −3  |
| 3 | Angola    | 2   | 0  | 2  | 114 | 172 | −58 |

| 2 de septiembre, 17:00  | Angola                  | 61-77                   | Italia                                   |  |
| Reporte                 |                         |                         |                                          |  |
| Parciales: 43-41, 18-36 | Parciales: 43-41, 18-36 | Parciales: 43-41, 18-36 | Hong Kong Asistencia: 1,000 espectadores |  |

| 3 de septiembre, 17:00  | Australia               | 95-53                   | Angola    |  |
| Reporte                 |                         |                         |           |  |
| Parciales: 46-34, 49-19 | Parciales: 46-34, 49-19 | Parciales: 46-34, 49-19 | Hong Kong |  |

| 4 de septiembre, 20:30  | Italia                  | 82-101                  | Australia |  |
| Reporte                 |                         |                         |           |  |
| Parciales: 43-56, 39-45 | Parciales: 43-56, 39-45 | Parciales: 43-56, 39-45 | Hong Kong |  |

## Ronda de Calificación

### Lugar 5
| 6 de septiembre, 17:00  | China                   | 69-61                   | Angola                                   |  |
| Reporte                 |                         |                         |                                          |  |
| Parciales: 30-29, 39-32 | Parciales: 30-29, 39-32 | Parciales: 30-29, 39-32 | Hong Kong Asistencia: 4,000 espectadores |  |

### Lugar 3
| 6 de septiembre, 19:00  | Canadá                  | 74-82                   | Italia                                   |  |
| Reporte                 |                         |                         |                                          |  |
| Parciales: 42-45, 32-37 | Parciales: 42-45, 32-37 | Parciales: 42-45, 32-37 | Hong Kong Asistencia: 5,500 espectadores |  |

## Final
| 6 de septiembre, 21:00  | Yugoslavia              | 71-78                   | Australia                                |  |
| Reporte                 |                         |                         |                                          |  |
| Parciales: 44-37, 27-41 | Parciales: 44-37, 27-41 | Parciales: 44-37, 27-41 | Hong Kong Asistencia: 6,500 espectadores |  |

## Clasificación final
|                   | Equipo     | Pts | PG | PP | PF  | PC  | Dif |
| ----------------- | ---------- | --- | -- | -- | --- | --- | --- |
| Medalla de oro    | Australia  | 6   | 3  | 0  | 274 | 206 | 68  |
| Medalla de plata  | Yugoslavia | 5   | 2  | 1  | 249 | 231 | 18  |
|                   |            |     |    |    |     |     |     |
| Medalla de bronce | Italia     | 5   | 2  | 1  | 241 | 236 | 5   |
| 4                 | Canadá     | 4   | 1  | 2  | 249 | 249 | 0   |
|                   |            |     |    |    |     |     |     |
| 5                 | China      | 4   | 1  | 2  | 206 | 231 | −25 |
| 6                 | Angola     | 3   | 0  | 3  | 175 | 241 | −66 |